# ران آلیور
ران آلیور (انگلیسی: Ron Oliver؛ زادهٔ ۱۹۵۰ میلادی) نویسنده، تهیه‌کننده تلویزیونی، کارگردان فیلم، فیلم‌نامه‌نویس، تهیه‌کننده فیلم و بازیگر اهل کانادا است..
از فیلم‌ها یا مجموعه‌های تلویزیونی که وی در آن‌ها نقش داشته است می‌توان به کریسمس دنیس منس اشاره نمود.